# Lontano dagli occhi (brano musicale)
Lontano dagli occhi è un brano musicale di Sergio Endrigo con il testo di Sergio Bardotti. Il brano fu presentato al Festival di Sanremo 1969 da Endrigo in doppia esecuzione con Mary Hopkin. La canzone ottenne il 2º posto al festival e raggiunse il 18º posto nella classifica delle vendite
Il brano fu inoltre pubblicato da Sergio Endrigo nel 45 giri Lontano dagli occhi/San Firmino, con arrangiamento di Luis Enriquez Bacalov, mentre Mary Hopkin lanciò il singolo Lontano dagli occhi/The Game.
In origine, al festival di Sanremo, a fare copia con Endrigo avrebbero dovuto intervenire gli Aphrodite's Child, ma i componenti del trio greco, all'ultimo momento e per ragioni mai chiarite, decisero di non partecipare.
Il brano (grazie alle molteplici versioni) fu tradotto in molte lingue, per i mercati dei rispettivi paesi: Brasile, Giappone, Spagna, Francia, Gran Bretagna, Grecia, Russia, Portogallo, Romania, Norvegia, Danimarca, ex Jugoslavia, Argentina, USA, Canada, Singapore, Hong Kong e Taiwan.

## Significato
Lontano dagli occhi, lontano dal cuore è un proverbio che indica che un grande sentimento, se non vissuto direttamente, rischia di affievolirsi sotto l’effetto della lontananza. Questa condizione smorza i sentimenti.
Il brano parla della sofferenza dell'avere persone care lontane, rischiando, in molti casi, di essere del tutto dimenticati. La canzone parla della solitudine e della tristezza che si prova quando la persona amata è lontana. Il protagonista parla della presenza di freddo nell'aria, a significare il vuoto che si crea quando si è lontani dalla persona amata. Nella seconda strofa sottolinea la malinconia che si prova nel sapere cosa si sta vivendo, pur essendo lontani e non sapendo dove sia l'amato o cosa stia facendo.